# Bettye Ackerman
Pour les articles homonymes, voir Ackerman.
Bettye Ackerman, née le 28 février 1924 à Cottageville (Caroline du Nord) et morte le 1er novembre 2006 à Columbia (Caroline du Sud), est une actrice américaine.

## Filmographie

### Cinéma
- 1959 : Face of Fire : Grace Trescott
- 1969 : Un raton nommé Rascal : Miss Whalen
- 1991 : Ted & Venus : Poetry Award Présentatrice

### Télévision

#### Séries télévisées
- 1953 : The Philco-Goodyear Television Playhouse : Girl
- 1955 : Studio One in Hollywood : Betty
- 1959 : Alfred Hitchcock présente : Mrs. Inkel
- 1961 : Naked City : Susan Bognar
- 1961-1965 : Insight
- 1961-1966 : Ben Casey : Dr. Maggie Graham / Maggie Graham
- 1962 : Suspicion : Lorna Dickson
- 1962-1963 : Alcoa Premiere (en) : Dorothy Swift / Ellen
- 1964 : Breaking Point (en) : Eunice Osment
- 1965-1966 : Perry Mason : Laura Brandon / Amy Reid
- 1967 : Bob Hope Presents the Chrysler Theatre : Dorothy Reynolds
- 1967 : Bonanza : Estelle Dawson
- 1968-1970 : Sur la piste du crime : Mary Binyon / Miss Kurland / Annette Jurgens
- 1969 : Mannix : Rita Claman
- 1969-1973 : Médecins d'aujourd'hui : Nurse Marsh
- 1969-1974 : L'Homme de fer : Sylvia Harris / Dr. Pat Manners
- 1970 : Bracken's World (en) : Ann Frazier / Anne Frazer / Anne Frazier
- 1972 : Columbo : Miss Sherman
- 1972 : Le sixième sens : Helene
- 1972 : Return to Peyton Place : Constance MacKenzie #1 (1972)
- 1973 : Gunsmoke : Zisha Gorofsky
- 1973-1975 : The Rookies : Judge / Ellen Tabnor
- 1974 : Lucas Tanner : Francis Shaw
- 1974-1976 : Barnaby Jones : Mrs. Nesbitt / Margery Kinner
- 1974-1976 : Police Story : Katherine Moran / Martha Dunnhill
- 1975 : Harry O : Laureen Lister
- 1975 : Les Rues de San Francisco : Dr. Hamill
- 1975 : Petrocelli : Ann Hendricks
- 1977 : Chips : Mrs. Burgess
- 1977 : The Feather and Father Gang : Dorothy
- 1977 : Wonder Woman : Asclepia
- 1977-1981 : La Famille des collines : Belle Becker
- 1978 : Sergent Anderson : Helen Fletcher
- 1979 : 240-Robert : Eileen Phillips
- 1982 : Dynastie : Katherine
- 1982 : Falcon Crest : Elizabeth Bradbury
- 1982-1984 : Trapper John, M.D. : Dr. Michaels / Mrs. Bayard
- 1983 : La croisière s'amuse : Professor Helen Burton
- 1984 : Double Trouble : The Judge
- 1985 : Bizarre, bizarre : Ruby
- 1986 : Hôpital St Elsewhere : Mrs. Nova

#### Téléfilms
- 1968 : Companions in Nightmare (en) : Sara Nicholson
- 1972 : Heat of Anger : Stella Galvin
- 1974 : Murder or Mercy : Nurse Cantelli
- 1977 : Never Con a Killer : Dorothy
- 1978 : Doctors' Private Lives : Sylvia
- 1980 : Trouble in High Timber Country : Mrs. Lomax
- 1982 : A Day for Thanks on Walton's Mountain : Belle Tucker